# Sent M'Ahesa

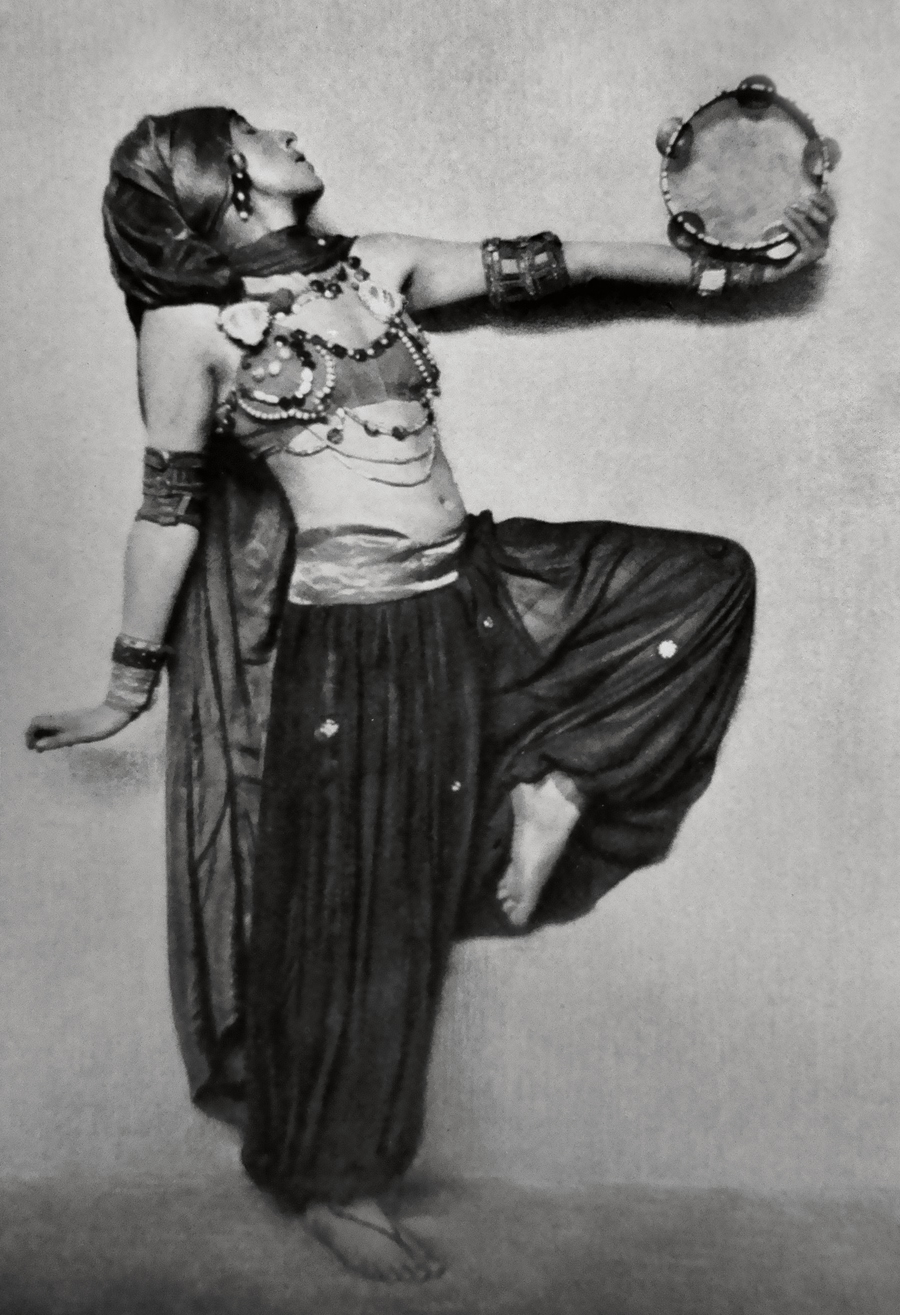
Sent M'Ahesa fotografata da Hanns Holdt intorno al 1928

Sent M'Ahesa, pseudonimo di Else von Carlberg (Riga, 17 agosto 1883 – Stoccolma, 19 novembre 1970) è stata una ballerina, traduttrice e giornalista svedese.

## Biografia
Else Margaretha Luisa von Carlberg nacque a Riga il 17 agosto 1883, primogenita di Jutta Paling e Nikolai Walter-Carlberg, funzionario governativo e segretario comunale di Riga dal 1890 al 1917.
Nel 1907 si trasferì a Berlino con la sorella Erika, che in seguito lavorò come attrice, traduttrice e poetessa, per studiare egittologia.
Nel 1909 si esibì per la prima volta a Monaco con un programma di danze dell'antico Egitto, lo stesso filone della famosa ballerina e coreografa statunitense Ruth St. Denis, che nella sua tournée in Europa tenne uno spettacolo a Berlino nel 1908, al quale tuttavia non si sa se Sent M'ahesa avesse assistito. Come la ballerina statunitense, anche Sent M'ahesa estese il suo repertorio ad altre danze: indiane, native americane, tailandesi.
Lo scrittore greco Nikos Kazantzakis così descrisse lo spettacolo cui assistette a Berlino nel 1923: «Penso che sia stato uno dei piaceri più belli della mia vita. Ha ballato danze religiose indiane e funebri di selvaggi. Inoltre, una strepitosa danza religiosa con maschere».
Kurt Joos, co-fondatore della Folkwang School di Essen, conobbe Sent M'Ahesa nell'inverno 1920/21 a Stoccarda, e definì la sua danza "archeologica".
I costumi che indossava erano autoprodotti; in genere consistevano in pantaloni larghi, da "harem" nordafricano, un copricapo, un reggiseno con perline drappeggiato e un tessuto simile a un mantello esteso lungo la schiena; braccialetti impilati, gioielli lucenti, piume, grandi orecchini. Apparentemente appartenenti ad epoche del passato, alcuni capi di abbigliamento erano in linea con le tendenze più alla moda: lo stilista francese Paul Poiret produsse per le donne dell'alta borghesia pantaloni harem simili a quelli indossati da Sent M'Ahesa.
In molte danze non usava tutte le possibilità offerte dallo spazio a disposizione, ma riproduceva pose frontali o di profilo in due dimensioni, la testa di lato, muovendosi lateralmente davanti ad un arazzo o a un sipario monocromatico, un movimento appiattito che sembrava ricavato "dagli antichi rilievi scultorei visti al museo di Berlino".
Si presentava in scena con un colore ocra distribuito su tutto il corpo; per lavarsi dopo lo spettacolo, non esistendo ancora le docce nei camerini dei teatri, viaggiava sempre con la sua vasca da bagno di gomma.
Fino alla metà degli anni venti godette di una notevole fama, unendo "eccentricità ed esotismo".
Nel 1932 concluse a sorpresa la sua carriera di ballerina e si trasferì in Svezia, paese d'origine della sua famiglia. Intraprese la carriera di traduttrice e lavorò come giornalista per la Frankfurter Allgemeine Zeitung e per la rivista Atlantis.
Morì a Stoccolma il 19 novembre 1970.

### Origine del nome

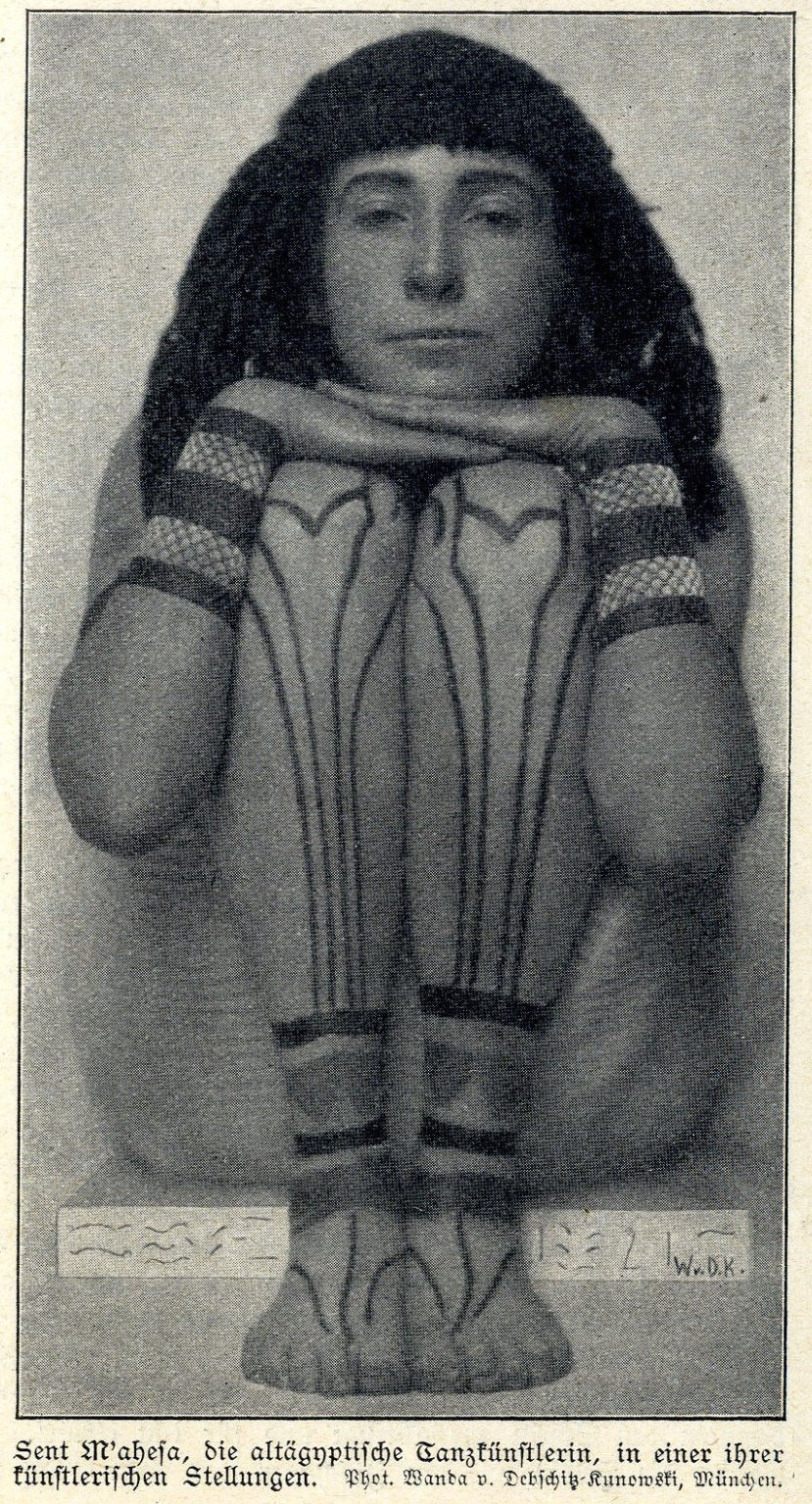

Inizialmente si era pensato che il nome "Mahes" derivasse da quello di un dio leone egizio, "Mahes", identificato con Ra, il dio del sole, mentre "Sent" dall'egiziano "senet", che significa "sorella". Secondo questa interpretazione "Sent M'Ahesa" poteva tradursi come "sorella del dio Mahes".
Successivamente Frank Manuel Peter del German Dance Archive di Colonia avrebbe avanzato un'altra ipotesi, fondata su un aneddoto riguardante la ballerina e confermato da un egittologo. Il nome le sarebbe stato suggerito, su sua richiesta, da un professore di egittologia che voleva burlarsi di lei, proponendole "Sent M'Ahesa" che nascondeva il significato di "mucca stupida": "M'Ahesa" risalirebbe al gruppo geroglifico "m hs3.t" (pronunciato "em hesat") traducibile con "di una mucca"; "Sent" corrisponderebbe alla forma germanizzata di "sn.tj" (pronunciato "senti"), che significa "immagine" o "essere nello stesso stato di", quindi "immagine di una mucca".

### Orientalismo
Secondo Susan Funkenstein, studiosa statunitense di storia dell'arte, Sent M'ahesa rappresenta un esempio del fascino ancora esercitato negli anni venti dal filone orientalista, attraverso il quale la prospettiva imperialista occidentale vedeva e trattava come altro da sé il nordafricano, il medio orientale, l'est e il sud asiatico, utilizzando i tropi dell'esotismo e dell'erotismo. Le sue danze avrebbero promosso le storie di colonizzazione, sia da una prospettiva della storia dell'arte, in quanto i materiali evocati dalla ballerina si trovavano "esposti in musei e istituzioni attive negli scavi nelle terre coloniali", veicolando l'idea che le comunità locali cui erano stati sottratti non dovessero esserne considerate le legittime custodi; sia perché, dal punto di vista della storia della danza, questi balletti orientalisti promovevano il "ballerino bianco" come colui che riportava in vita una cultura, in realtà appropriandosene e riducendola a uno spettacolo di alterità.
Lo scrittore tedesco Hans Brandeburg nel suo saggio del 1921 sulla danza moderna, scrivendo degli spettacoli di Sent M'ahesa ha notato come non si potesse parlare propriamente di danza egizia, essendo in generale l'arte egizia "il rapporto di un uomo europeo moderno con quest'arte", né di una sua ricostruzione storico-culturale, poiché non vi erano conoscenze sulla danza egizia, e l'artista stava dando una sua libera interpretazione, indipendente dal dato storico: la danza di Sent M'ahesa rappresentava "la relazione di Sent M'ahesa con gli egiziani", assomigliava più alle sculture egiziane, "sulle quali questa danza è stata trasformata in arte raffinata interamente in accordo con le leggi dell'arte raffinata." La ballerina, a suo parere, aveva scoperto che i costumi e le maschere egiziane erano quelli che maggiormente le si addicevano, cioè quelli "in cui il suo corpo, i suoi gesti e il suo viso possono esprimersi in modo chiaro e convincente."

## Presenza nell'arte
Nel 1917 lo scultore e pittore espressionista Bernhard Hoetger dedicò a Sent M'ahesa una statua in bronzo simile al busto della regina Nefertiti. Fu anche ritratta da Max Ernst, Max Beckmann, Bernhard Hoetger, Dietz Edzard e Adolf Munzer; alcuni di questi ritratti sono considerati "icone dell'espressionismo".
Hannah Höch nel suo famoso fotomontaggio collocò nel quadrante anti-dada in alto a destra il corpo di Sent M'Ahesa in costume mediorientale, giustapposto alla testa del federmaresciallo Paul von Hindenburg, emblema dello sforzo militare tedesco nella prima guerra mondiale.

## Galleria d'immagini

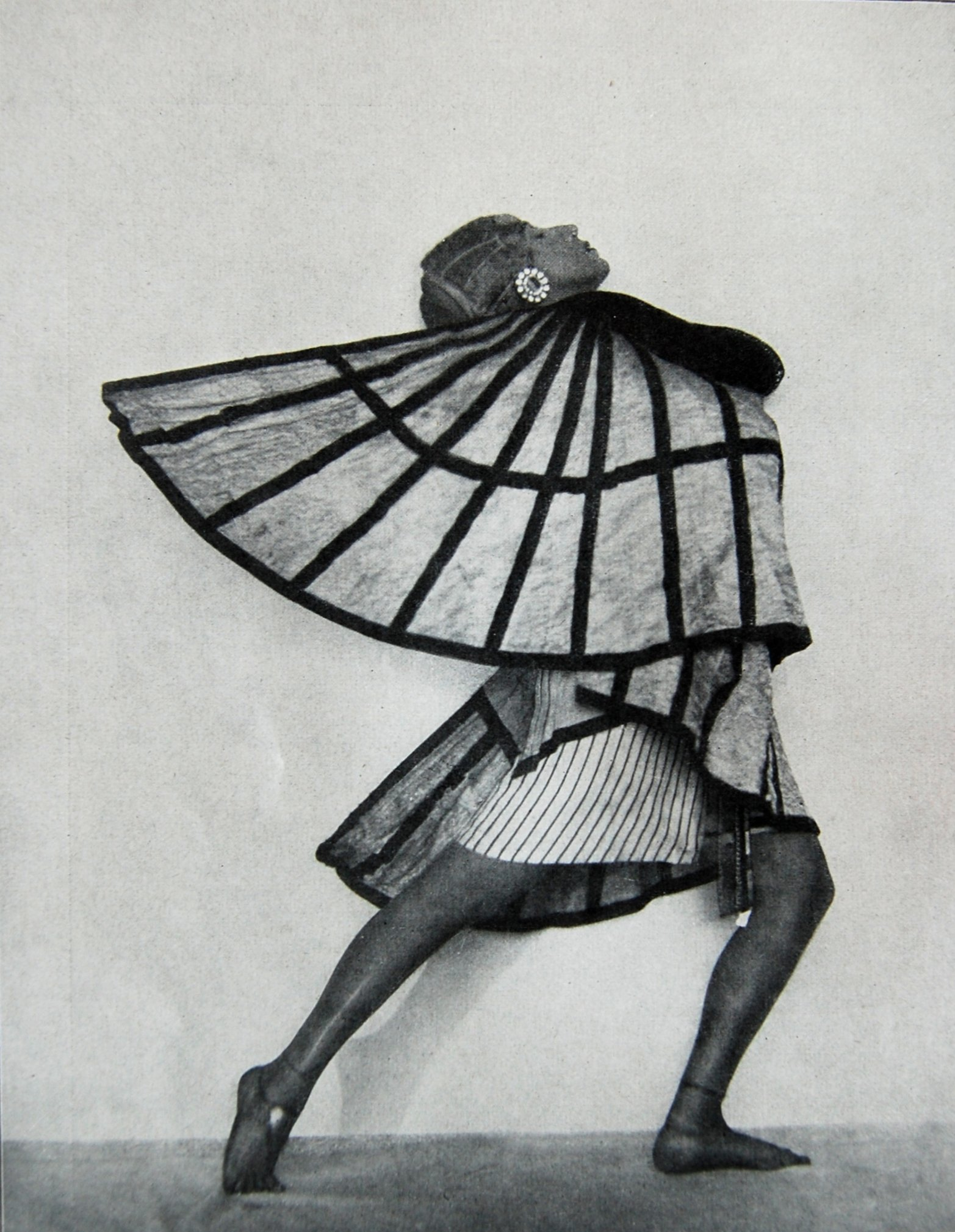
Sent M'ahesa di Hanns Holdt
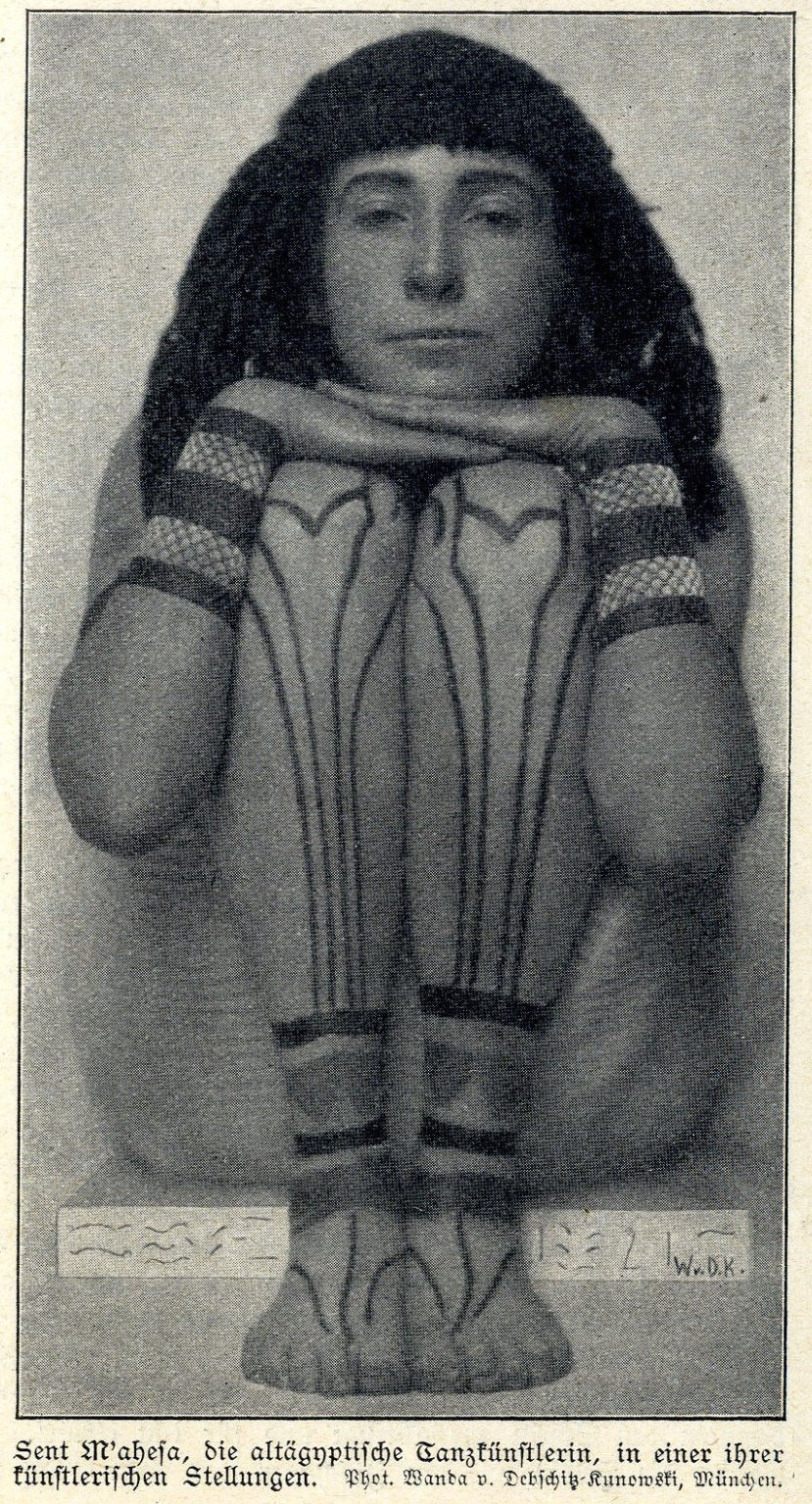
Sent M'Ahesa, Wanda von Debschitz-Kunowski, 1909
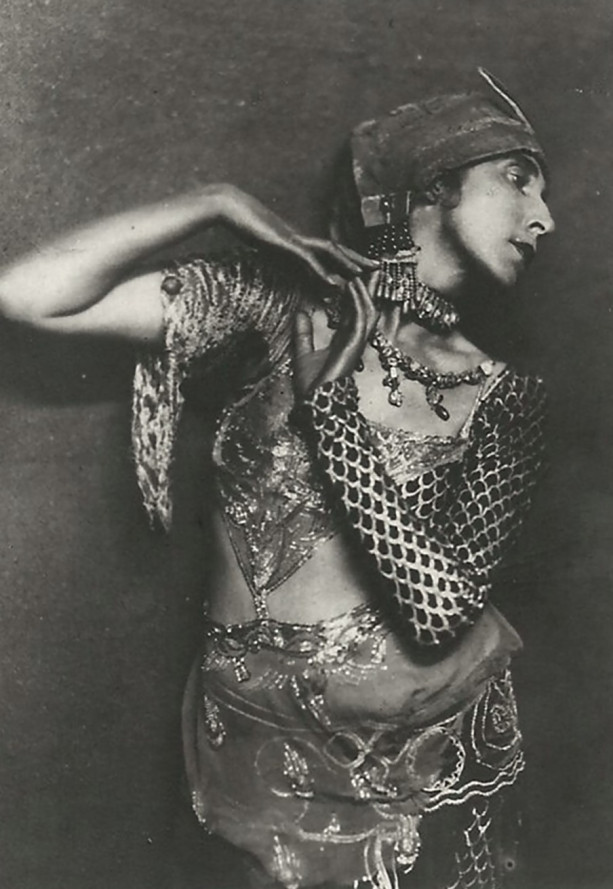
Sent M’ahesa, Hanns Holdt, 1928
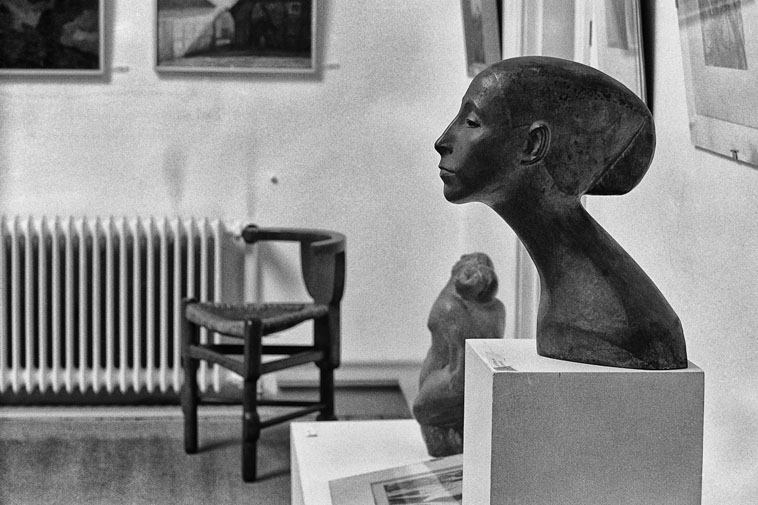
Sent M'Ahesa, Bernhard Hoetger